# Richard Cromwell
Richard Cromwell (Huntingdon, 1626. október 4. – Cheshunt, 1712. július 12.) az Angol Köztársaság második lordprotektora, Oliver Cromwell fia és örököse volt.
1658 szeptemberében Oliver Cromwell meghalt. Utódját még életében maga jelölte ki, aki nem volt más mint a fia, Richard Cromwell. Az ő tekintélye már korántsem volt olyan nagy, mint apjáé. A londoni pénzügyi körök sem voltak hajlandóak többé támogatni a katonai diktatúrát, sőt több tábornok is szembefordult vele.
1659-ben George Monck „tengeri tábornok” a pénzügyi elit megbízásából újból összehívta a parlamentet, és semlegesítette Cromwell híveit a hadseregben. 1660 tavaszán összeült a főleg királypártiakból és presbiteriánusokból álló parlament, amely elfogadta a hollandiai emigrációban élő II. Károly nyilatkozatát. Ebben a trónörökös megígérte, hogy nem veszik vissza azokat a földeket, amelyek a polgárháború idején új tulajdonosokhoz kerültek, szavatolta a vallásszabadságot, a jog- és vagyonbiztonságot. Ezt a nyilatkozatot a parlament elfogadta. II. Károllyal visszatért a monarchia Angliába.